# Asellus Australis
Asellus Australis (v překladu Jižní oslík), též δ Cancri je hvězda uprostřed souhvězdí Raka. Nachází se prakticky na ekliptice a tak může být zakryta Měsícem a vzácněji i planetou. Společně s hvězdou Asellus Borealis patří mezi dva „oslíky“, což jsou hvězdy, mezi kterými se nachází Hvězdokupa Jesličky.